# Golyóálló szerzetes
A Golyóálló szerzetes (eredeti cím: Bulletproof Monk) egy 2003-ban bemutatott amerikai-kanadai akció-vígjáték Chow Yun-fat és Seann William Scott főszereplésével.

## Cselekmény
Egy névtelen tibeti szerzetesnek (Chow Yun-fat) az a feladata, hogy védelmezzen egy ősi tekercset, amely a határtalan hatalom titkát tartalmazza és nem kerülhet rossz kezekbe. A szerzetesnek hat évtized után utódot kell találnia, akire rábízhatja a kincset. A sors ki is jelöli utódját, Kar-t (Seann William Scott) a  zsebtolvajt, akit egyáltalán nem érdekel a feladat. Végül azonban együtt védelmezik a tekercset.

## Szereplők
| Színész             | Szerep             | Magyar hang   |
| ------------------- | ------------------ | ------------- |
| Chow Yun-fat        | névtelen szerzetes | Csankó Zoltán |
| Seann William Scott | Kar                | Viczián Ottó  |
| Jaime King          | Jade               | Szénási Kata  |
| Karel Roden         | Strucker           | Forgács Péter |
| Victoria Smurfit    | Nina               | Orosz Helga   |
| Roger Yuan          | szerzetes mester   | Áron László   |
| Mako Iwamatsu       | Mr. Kojima         | Vizy György   |
| Marcus Jean Pirae   | Mister Funktastic  | Papp Dániel   |

## Fogadtatás
A Golyóálló szerzetesnek az 52 millió dolláros költségvetéséhez képest mindössze 37,7 millió dolláros összbevételt sikerült elérnie. A Rotten Tomatoes weboldalon az összegyűjtött filmkritikák alapján 22%-ra értékelték, a Metacritic.comon 29 értékelés alapján 40%-ot kapott. A kritikusok elég negatív véleményt formáltak a filmről, az Empire Magazine szerint „nézni is fájdalmas”, a Premiere.com szerint „felejthető”, a Beyondhollywood.com véleménye szerint pedig nagyon nagy Chow Yun-fat rajongónak kell lenni, hogy élvezhető legyen a film.
2003-ban a filmet Teen Choice Awardsra jelölték dráma/akció/kalandfilm kategóriában.